# Base aérea de Curtin
A Base aérea de Curtin (IATA: DCN, ICAO: YCIN) é uma base aérea da Real Força Aérea Australiana (RAAF) que também serve como aeroporto civil localizado a 40 km a sudeste da cidade de Derby, na costa norte da Austrália Ocidental. É uma de três bases aéreas da RAAF que serão usadas em caso de emergência. A base tem este nome em honra ao antigo primeiro-ministro australiano John Curtin.